# Janus Stark

Janus Stark est à la fois une série de bande dessinée britannique et une revue française éponyme de bande de dessinée de l'éditeur de petit format Aventures & Voyages dans laquelle fut notamment publiée la série éponyme. 

## La série britannique
Janus Stark ou "The Incredible Adventures of Janus Stark" est une série de bande dessinée britannique originellement publiée par International Publishing Corporation (IPC).
La série a fait ses débuts dans la revue Smash! le 15 mars 1969. A compter d'avril 1971 et jusqu'en 1974, elle continuera dans le magazine Valiant, avec lequel Smash! avait fusionné. 
Le succès de la série en France sera tel que lorsque les épisodes anglais furent épuisés, de nouveaux épisodes furent spécialement produits pour alimenter la revue française.

### Les auteurs
La paternité du personnage est attribuée à Jack Legrand qui travaillait comme éditeur chez IPC.
Les aventures publiées en anglais ont essentiellement été scénarisées par Tom Tully, avant que Angus Peter Allan & Marcus Scott Goodall (qui avaient déjà scénarisé le personnage dans des numéros de SMASH! Annual!) ne prennent la suite pour les épisodes destinés au public français.
Le dessin est notamment l'oeuvre de Franciso Solano Lopez, Jaime Brocal Remohi, Juan García Quirós et Francisco Fuentes Man.

### Le personnage
Le héros de la série est une sorte de Houdini contorsionniste célèbre, vivant au XIXe siècle. Orphelin et délinquant, il s'est aperçu de l'étrange élasticité de ses os, à tel point qu'il est surnommé "l'homme-anguille" dans les publications françaises. Mais la découverte des choses du spectacle lui a permis de trouver sa voie. Il va utiliser ses dons pour aider les gens.
Il sera tué dans le numéro 89 de la revue française. 

### Influence culturelle
Le personnage a inspiré le nom d'un groupe de punk rock.

## La revue française et les séries qui y sont publiées
La revue française Janus Stark a duré 135 numéros de juillet 1973 à avril 1990. Trimestrielle du n° 1 jusqu'au n° 34, la revue devient mensuelle à partir du n°35.   
Outre les aventures de Janus Stark, la revue proposa de nombreuses séries de fantastique et de science-fiction le plus souvent d'origine britannique. 
Par ordre alphabétique : 
5ème Dimension : N° 41, 42
Adam Eterno (Scénaristes : Tom Tully & Eric Bradbury, dessinateur : Francisco Solano López) : N°1 à 51.
Andy et ses fourmis : N° 66
Arsat (Jose Larraz & Antonio Deu ou A. Solé) : N° 33 à 35
Billy Cotton : N° 13 à 15
Brian des Glaces (Loredano Ugolini) : N° 60 à 75.
Bull Rocket (Héctor Oesterheld, Ray Collins, O. Carovini & Angel Fernandez) : N° 101
Capt'ain Vir-de-Bor (Eugène Gire puis Michel-Paul Giroud) : N° 7
Centaure : N° 29 à 33.
Contes de la Lune Noire : N° 52 à 59
Danny Doom (Eric Bradbury, Fred T. Holmes) : N° 36 à 40.
Diavolo corsaire de la Reine (Mario Sbaletta) : N° 51
Dingo, l'homme à la Rolls (Gay & Guai) : N° 76 à 78.
Doulah (Angus Peter Allan) : N° 34 à 42.
Dr Basmer : N° 5 à 9
Herlock Sholmes (Zvonimir Furtinger & Jules Radilovic) : N° 102 à 107.
Janus Stark : N° 1 à 125.
La Brigade Fantastique : N° 19 à 29.
Le Masque de Cuir (Barrie Tomlinson & Eduard Vanyo) : N° 58 à 98, 114, 115, 119 à 126.
Le Monstre (Rick Clark & Jesus Redondo) : N° 132 à 135.
Le Réducteur (Tom Tully & Mike Western, Carlos Cruz) : N° 52 à 57.
Léopard de Lime Street (Tom Tully & Mike Western, Eric Bradbury) : N° 79 à 87, 99 à 135
Mandrake (Lee Falk & Phil Davis) : N° 126 à 135
Mannequins de cire : N° 48 à 51
Master Spy (Sandy James) : N° 107 à 111
Mister Mystery : N° 20 à 27.
Oncle Robie (Douglas Maxted) : N° 112 à 116
Pat le Loup (Tom Tully & Vanyo, Ian Gibson, Jesus Redondo) : N°43 à 47.
Pimpin et son zoo (Leo Baxendale) : N° 5
Sexton Blake (Angus Allan & Eric Daswell) : N°16 à 18
Silverpitt : N° 10, 11
Simon Kane : N° 1 à 6
Starblazer : N° 127 à 129, 131
Syntek (Tom Tully & Mike White[Lequel ?]) : N° 87 à 101.
Zarga (Scott Goodall & Joe Colquhoun, Dave Gibbons) : N° 10 à 19, 112 à 118.

### Janus Stark Spécial
Trois numéros de Janus Stark Spécial seront publiés de mars 1986 à avril 1987, les deux derniers contenant des épisodes de Judge Dredd issus de 2000AD.

### Documentation
- Paul Gravett (dir.), « De 1950 à 1969 : Janus Stark », dans Les 1001 BD qu'il faut avoir lues dans sa vie, Flammarion, 2012 (ISBN 2081277735), p. 302.